# Wereldbeker snowboarden 2006/2007
De wereldbeker snowboarden 2006/2007 is een competitie voor snowboarders die georganiseerd wordt door de FIS. In de wereldbeker zijn voor mannen vijf disciplines opgenomen (halfpipe, snowboardcross, big air, parallelslalom en parallelreuzenslalom), voor vrouwen omvat de competitie slechts vier disciplines (halfpipe, snowboard cross, parallelle slalom en parallelle reuzenslalom).
Er werd geen algemene wereldbeker meer opgemaakt, enkel nog wereldbekers per discipline, daarbij worden parallelle slalom en parallelle reuzenslalom opgenomen in één klassement.
De wereldbeker ging op 13 oktober 2006 van start in Landgraaf en eindigde op 18 maart in Stoneham.

## Wereldbeker mannen

### Resultaten
| Datum      | Plaats                 | Discipline           | Eerste             | Tweede             | Derde              |
| ---------- | ---------------------- | -------------------- | ------------------ | ------------------ | ------------------ |
| 13/10/2006 | Landgraaf              | Parallelslalom       | Siegfried Grabner  | Simon Schoch       | Marc Iselin        |
| 22/10/2006 | Sölden                 | Parallelreuzenslalom | Simon Schoch       | Rok Flander        | Philipp Schoch     |
| 11/11/2006 | Stockholm              | Big air              | Matevž Petek       | Peetu Piiroinen    | Risto Mattila      |
| 23/11/2006 | Saas Fee               | Halfpipe             | Scott Lago         | Markus Malin       | Daisuke Murakimi   |
| 13/12/2006 | San Vigilio di Marebbe | Parallelreuzenslalom | Rok Flander        | Siegfried Grabner  | Simon Schoch       |
| 20/12/2006 | Bad Gastein            | Parallelslalom       | Siegfried Grabner  | Simon Schoch       | Philipp Schoch     |
| 21/12/2006 | Bad Gastein            | Parallelreuzenslalom | Simon Schoch       | Roland Haldi       | Jasey Jay Anderson |
| 06/01/2007 | Graz                   | Big air              | Peetu Piiroinen    | Hubert Fill        | Benedikt Nadig     |
| 28/01/2007 | Nendaz                 | Parallelslalom       | Simon Schoch       | Mathieu Bozzetto   | Matthew Morrison   |
| 02/02/2007 | Bardonecchia           | Parallelreuzenslalom | Roland Haldi       | Nicolas Huet       | Heinz Inniger      |
| 03/02/2007 | Bardonecchia           | Halfpipe             | Peetu Piiroinen    | Janne Korpi        | Xaver Hoffmann     |
| 04/02/2007 | Turijn                 | Big air              | Janne Korpi        | Jaakko Ruha        | Stefan Gimpl       |
| 09/02/2007 | Schukolowo             | Parallelslalom       | Marc Iselin        | Matthew Morrison   | Rok Flander        |
| 10/02/2007 | Moskou                 | Big air              | Peetu Piiroinen    | Jaakko Ruha        | Matevž Petek       |
| 16/02/2007 | Furano                 | Parallelreuzenslalom | Matthew Morrison   | Simon Schoch       | Rok Marguc         |
| 17/02/2007 | Furano                 | Snowboardcross       | Drew Neilson       | Nate Holland       | Simon Bonenfant    |
| 18/02/2007 | Furano                 | Halfpipe             | Ryoh Aono          | Kohhei Kudoh       | Kazuhiro Kokubo    |
| 24/02/2007 | Sungwoo                | Halfpipe             | Jeff Bachelor      | Dolf van der Wal   | Andrew Burton      |
| 25/02/2007 | Sungwoo                | Parallelreuzenslalom | Jasey Jay Anderson | Andreas Prommegger | Mathieu Bozzetto   |
| 02/03/2007 | Calgary                | Halfpipe             | Ryoh Aono          | Kohhei Kudoh       | Rolf Feldmann      |
| 03/03/2007 | Calgary                | Halfpipe             | Ryoh Aono          | Dylan Bidez        | Brad Martin        |
| 08/03/2007 | Lake Placid            | Snowboardcross       | Drew Neilson       | Nate Holland       | Simone Malusa      |
| 10/03/2007 | Lake Placid            | Halfpipe             | Steven Fisher      | Tommy Czeschin     | Elijah Teter       |
| 11/03/2007 | Lake Placid            | Snowboardcross       | Drew Neilson       | Nate Holland       | David Speiser      |
| 16/03/2007 | Stoneham               | Parallelreuzenslalom | Heinz Inniger      | Siegfried Grabner  | Marc Iselin        |
| 17/03/2007 | Stoneham               | Snowboardcross       | Pierre Vaultier    | Nick Baumgartner   | Drew Neilson       |
| 18/03/2007 | Stoneham               | Halfpipe             | Daniel Friberg     | Ryoh Aono          | Brendan Davis      |

### Eindstand wereldbeker
| Parallelslalom parallelreuzenslalom | Parallelslalom parallelreuzenslalom | Parallelslalom parallelreuzenslalom | Parallelslalom parallelreuzenslalom |
| #                                   | Snowboarder                         | Land                                | Punten                              |
| ----------------------------------- | ----------------------------------- | ----------------------------------- | ----------------------------------- |
| 1                                   | Simon Schoch                        | SUI                                 | 7080                                |
| 2                                   | Siegfried Grabner                   | AUT                                 | 5640                                |
| 3                                   | Rok Flander                         | SLO                                 | 4720                                |
| 4                                   | Roland Haldi                        | SUI                                 | 4230                                |
| 5                                   | Mathieu Bozzetto                    | FRA                                 | 3830                                |

| Snowboardcross | Snowboardcross   | Snowboardcross | Snowboardcross |
| #              | Snowboarder      | Land           | Punten         |
| -------------- | ---------------- | -------------- | -------------- |
| 1              | Drew Neilson     | CAN            | 3600           |
| 2              | Nate Holland     | USA            | 2426           |
| 3              | Pierre Vaultier  | FRA            | 1700           |
| 4              | David Speiser    | GER            | 1300           |
| 5              | Nick Baumgartner | USA            | 1264           |

| Halfpipe | Halfpipe         | Halfpipe | Halfpipe |
| #        | Snowboarder      | Land     | Punten   |
| -------- | ---------------- | -------- | -------- |
| 1        | Ryoh Aono        | JPN      | 4000     |
| 2        | Kohdei Kudoh     | JPN      | 2410     |
| 3        | Dolf van der Wal | NED      | 2067     |
| 4        | Andrew Burton    | AUS      | 2010     |
| 5        | Peetu Piiroinen  | FIN      | 1900     |

| Big air | Big air         | Big air | Big air |
| #       | Snowboarder     | Land    | Punten  |
| ------- | --------------- | ------- | ------- |
| 1       | Peetu Piiroinen | CAN     | 3300    |
| 2       | Matevz Petek    | USA     | 2200    |
| 3       | Jaakko Ruha     | FRA     | 1980    |
| 4       | Stefan Gimpl    | GER     | 1740    |
| 5       | Hubert Fill     | USA     | 1329    |

## Wereldbeker vrouwen

### Resultaten
| Datum      | Plaats                 | Discipline           | Eerste                  | Tweede                  | Derde                   |
| ---------- | ---------------------- | -------------------- | ----------------------- | ----------------------- | ----------------------- |
| 13/10/2006 | Landgraaf              | Parallelslalom       | Amelie Kober            | Marion Kreiner          | Heidi Neururer          |
| 21/10/2006 | Sölden                 | Parallelreuzenslalom | Fränzi Kohli            | Doresia Krings          | Marion Kreiner          |
| 23/11/2006 | Saas Fee               | Halfpipe             | Gretchen Bleiler        | Soko Yamaoka            | Manuela Pesko           |
| 13/12/2006 | San Vigilio di Marebbe | Parallelreuzenslalom | Isabella dal Balcon     | Jekaterina Toedegesjeva | Isabelle Laböck         |
| 20/12/2006 | Bad Gastein            | Parallelslalom       | Jekaterina Toedegesjeva | Doresia Krings          | Heidi Neururer          |
| 21/12/2006 | Bad Gastein            | Parallelreuzenslalom | Doresia Krings          | Heidi Neururer          | Julie Pomagalski        |
| 28/01/2007 | Nendaz                 | Parallelslalom       | Selina Jörg             | Heidi Neururer          | Doresia Krings          |
| 02/02/2007 | Bardonecchia           | Parallelreuzenslalom | Fränzi Kohli            | Heidi Neururer          | Doresia Krings          |
| 03/02/2007 | Bardonecchia           | Halfpipe             | Manuela Pesko           | Holly Crawford          | Paulina Ligocka         |
| 09/02/2007 | Schukolowo             | Parallelslalom       | Heidi Neuruer           | Doresia Krings          | Amelie Kober            |
| 16/02/2007 | Furano                 | Parallelreuzenslalom | Isabella dal Balcon     | Fränzi Kohli            | Alexandra Jekova        |
| 17/02/2007 | Furano                 | Snowboardcross       | Gaelle Ricker           | Lindsey Jacobellis      | Callan Chythlook-Sifsof |
| 18/02/2007 | Furano                 | Halfpipe             | Holly Crawford          | Soko Yamaoka            | Shiho Nakashima         |
| 24/02/2007 | Sungwoo                | Halfpipe             | Paulina Ligocka         | Mi-Yeon Lee             | Yea-Na Kim              |
| 25/02/2007 | Sungwoo                | Parallelreuzenslalom | Doresia Krings          | Fränzi Kohli            | Svetlana Boldikova      |
| 02/03/2007 | Calgary                | Halfpipe             | Manuela Pesko           | Jiayu Liu               | Holly Crawford          |
| 03/03/2007 | Calgary                | Halfpipe             | Manuela Pesko           | Holly Crawford          | Jiayu Liu               |
| 08/03/2007 | Lake Placid            | Snowboardcross       | Lindsey Jacobellis      | Tanja Frieden           | Sandra Frei             |
| 10/03/2007 | Lake Placid            | Halfpipe             | Gretchen Bleier         | Manuela Pesko           | Holly Crawford          |
| 11/03/2007 | Lake Placid            | Snowboardcross       | Lindsey Jacobellis      | Alexandra Jekova        | Helene Olafsen          |
| 16/03/2007 | Stoneham               | Parallelreuzenslalom | Fränzi Kohli            | Claudia Riegler         | Marion Kreiner          |
| 17/03/2007 | Stoneham               | Snowboardcross       | Helene Olafsen          | Diane Thermoz-Liaudy    | Tanja Frieden           |
| 18/03/2007 | Stoneham               | Halfpipe             | Manuela Pesko           | Holly Crawford          | Paulina Ligocka         |

### Eindstand wereldbeker
| Parallelslalom parallelreuzenslalom | Parallelslalom parallelreuzenslalom | Parallelslalom parallelreuzenslalom | Parallelslalom parallelreuzenslalom |
| #                                   | Snowboarder                         | Land                                | Punten                              |
| ----------------------------------- | ----------------------------------- | ----------------------------------- | ----------------------------------- |
| 1                                   | Doresia Krings                      | AUT                                 | 6480                                |
| 2                                   | Heidi Neururer                      | AUT                                 | 5590                                |
| 3                                   | Fränzi Kohli                        | SUI                                 | 5440                                |
| 4                                   | Isabella dal Balcon                 | ITA                                 | 4410                                |
| 5                                   | Marion Kreiner                      | AUT                                 | 4160                                |

| Snowboardcross | Snowboardcross       | Snowboardcross | Snowboardcross |
| #              | Snowboarder          | Land           | Punten         |
| -------------- | -------------------- | -------------- | -------------- |
| 1              | Lindsey Jacobellis   | USA            | 2800           |
| 2              | Tanja Frieden        | SUI            | 2110           |
| 3              | Maelle Ricker        | CAN            | 2080           |
| 4              | Helene Olafsen       | NOR            | 1920           |
| 5              | Diane Thermoz-Liaudy | FRA            | 1800           |

| Halfpipe | Halfpipe         | Halfpipe | Halfpipe |
| #        | Snowboarder      | Land     | Punten   |
| -------- | ---------------- | -------- | -------- |
| 1        | Manuela Pesko    | SUI      | 5400     |
| 2        | Holly Crawford   | AUS      | 5050     |
| 3        | Paulina Ligocka  | POL      | 3950     |
| 4        | Soko Yamaoka     | JPN      | 2460     |
| 5        | Gretchen Bleiler | USA      | 2000     |

1994/1995 ·
1995/1996 ·
1996/1997 ·
1997/1998 ·
1998/1999 ·
1999/2000 ·
2000/2001 ·
2001/2002 ·
2002/2003 ·
2003/2004 ·
2004/2005 ·
2005/2006 ·
2006/2007 ·
2007/2008 ·
2008/2009 ·
2009/2010 ·
2010/2011 ·
2011/2012 ·
2012/2013 ·
2013/2014 ·
2014/2015 ·
2015/2016 ·
2016/2017 ·
2017/2018 ·
2018/2019 ·
2019/2020 ·
2020/2021 ·
2021/2022 ·
2022/2023 ·
2023/2024 ·
2024/2025
Alpineskiën ·
Biatlon ·
Bobsleeën ·
Freestyleskiën ·
Langlaufen ·
Noordse combinatie ·
Rodelen ·
Schaatsen ·
Schansspringen ·
Shorttrack ·
Skeleton ·
Snowboarden